# فرنسيس كيربي
فرنسيس كيربي (بالإنجليزية: Francis Kirby)‏ هو مهندس أسترالي، ولد في 1911 في فيكتوريا في أستراليا، وتوفي في 1982.